# 瑪瑙之竜
『瑪瑙之竜』（めのうのりゅう）は、長澤真による日本の漫画作品。エンターブレイン発行の隔月誌『Fellows!』volume7より連載を開始し、同誌が年10回刊『ハルタ』へと誌名を変更した2013年 volume1からvolume8まで連載された。全4巻。

## 概要
アメリカ合衆国のニューヨークを舞台に、「瑪瑙之竜」（めのうのりゅう）と呼ばれる、様々な特殊能力を持った4人のシークレット・エージェント達で構成された非合法の仕置き人集団が犯罪者を相手に戦うアクション漫画作品。

## 登場人物

### 瑪瑙之竜
マナブ
主人公。童顔だが、れっきとした33歳。主にニスとペアを組んで行動している。日本人。両手が機械に改造されており、あらゆる武器が仕込んである。犬が苦手。
ニス / 写真家（フォトグラファー）
ヒロイン。虹彩が渦を巻いているような奇妙な両眼を持つ。イギリス人。マナブと組んで仕事をこなすが、まだ仕事を始めて日が浅いことや、ドジな性格から度々ミスを犯す。
その眼に特殊な力が宿っており、ニスの方に視線を向けたままインスタントカメラで撮影されると、写真の中に閉じ込められてしまう。しかし、写真を破ると破ったその場に復活する。主に犯罪者を捕まえるためや被害者を逃がすために使われているが、訓練した動物を予め写真に閉じ込めておき、必要に応じて呼び出すといった使い方も可能。劇中では犬・馬・羊・象を呼び出し、使役している。また両眼が渦の者しか持たない力として、写真ではなく自身に対象を閉じ込めることもできる。この際、写真に閉じ込めた場合と異なり、対象の記憶をみることもできる。
アルベール・バリュー / 奇術師（マジシャン）
覆面で顔を隠し、手品を武器に犯罪者と戦う美形の男性。「アル」と呼ばれる事が多い。ゼインと組んで行動する事が多い。劇中での会話から少なくとも日本人・イギリス人ではないようだが、図書館での同僚に「前職はフランス」と語って居る為国籍などは不明。
本業は司書。その美貌を利用して、女性達から話を聞く事で犯罪者の身辺調査を行ったりもする。
ゼイン・ロイド
ラジコンによる遠隔操作で大型武器を扱う男性。本業は弁護士。料理が得意で、マナブら3人に度々手料理を振る舞う。

### 警察
デッカー
警部。警察より早く犯罪者の情報を掴み、捕らえてくれる瑪瑙之竜のメンバーに感謝しつつも、法律を越えた行動を繰り返す彼らに疑問を呈している。

### その他
神父
瑪瑙之竜のメンバーに任務を命令する。詳細は不明。
クリスティーン・サモナー
アルベールの同僚司書の女性。軍隊出身の正義感溢れる判事、フレデリック・サモナーを父に持つ。誘拐事件を通してアルベールと親しい間柄となる。

## 単行本
- 長澤真『瑪瑙之竜』エンターブレイン→KADOKAWA〈ビームコミックス〉、全4巻
  1. 2010年9月15日発売、ISBN 978-4-04-726713-8
  2. 2011年7月15日発売、ISBN 978-4-04-727380-1
  3. 2012年9月15日発売、ISBN 978-4-04-728361-9
  4. 2014年1月14日発売、ISBN 978-4-04-729395-3